# Charles Nolcini
Charles Nolcini (Mosca, 1802 – Boston, 1844) è stato un compositore e organista italiano naturalizzato statunitense, attivo a Portland (Maine) e a Boston.

## Biografia
Charles Nolcini era nato a Mosca in Russia da genitori italiani nel 1802. Nel 1820 giunse a Boston per intraprendervi una carriera di musicista e compositore.
A Boston i compositori italiani avevano già lasciato il segno: Filippo Traetta, prima di trasferirsi a New York, vi aveva aperto il primo conservatorio di musica nel 1801, e dal 1815 vi lavorava per la Handel and Haydn Society il direttore d'orchestra Louis Ostinelli, con il quale Nolcini ebbe un rapporto di stretta amicizia per tutta la sua vita.
Nell'estate del 1822 Nolcini si trasferì a Portland (Maine) dove lavorò non solo come maestro di musica ma anche come insegnante di francese, avendo tra i suoi allievi il giovane Henry Wadsworth Longfellow. Il 29 ottobre di quell'anno Ostinelli visitò Portland per un concerto con la moglie, la pianista Sofia Hewitt, e Nolcini come solisti.
Nolcini fu organista della Beethoven Society (1824-26) e della Second Parish Church (1826-28) a Portland (Maine), e quindi della King's Chapel a Boston (1828-32), della Unitarian Church a Bangor (1832-34) e della First Unitarian Church a Newburyport.
Oltre che come organista, Nolcini fu noto come compositore di valzer, marce e inni.
Divenuto cittadino americano nel 1842, morì prematuramente due anni dopo a Boston nel 1844.

## Opere di Charles Nolcini
Valzer: 
- 1. A Military Waltz (1821)
- 2. The Grasshopper's Waltz (1839)
- 3. Les Sans Soucis (1839)
- 4. The Tear of Gratitude Waltz (1840)
- 5. "La Valse de Cupidon"
- 6. Farewell Waltz

Inni:
- 1. Dedication Anthem (1826)
- 2. Thanksgiving Anthem (1834)
- 3. Funeral Anthem (1839)

Marce:
- 1. A March Dedicated to New Beginners (1826)
- 2. Java March
- 3. Nolcini's March

Altre composizioni:
- 1. Curtis's Quick Step (1840)
- 2. Bunker Hill Monument (1842)
- 3. My Native Hills